# McLaren MP4-18
A McLaren MP4-18 lett volna a McLaren Formula–1-es csapat 2003-as versenyautója, mely végül sosem versenyzett. Számos olyan újítást tartalmazott, amelyeket akkor még nem, a későbbiekben viszont széles körben használtak a sportágban.

## Története
A kiábrándító 2002-es idény után, melyet hihetetlen túlsúllyal dominált a Ferrari, és annak F2002-es kódnevű autója, Ron Dennis csapatfőnök kiadta az utasítást, hogy egy radikálisan új felépítésű autóval vissza kell térni az élmezőnybe. Ennek az eredménye lett az MP4-18-as autó. Az autó tervezője Adrian Newey volt, aki hat-hat egyéni világbajnoki és konstruktőri cím megszerzésében közreműködött a Williams és a McLaren csapatoknál. A fejlesztés már 2002 nyarán megkezdődött, és nagy reményeket fűztek hozzá. Sajnos időközben kiderült, hogy súlyos tervezési hiányosságok miatt több komoly problémája is van, ezért a debütálását elhalasztották. Az okok közt szerepeltek a rejtélyes tesztbalesetek, az, hogy kétszer is megbukott az FIA töréstesztjén, és hogy a nagyon keskeny oldaldobozok miatt a motor hűtése elégtelen volt. Ráadásul a könnyű szerkezetű, és emiatt vékony felépítmény könnyen eltörött, ami miatt maga a járműszekrény is instabil volt.
Miután a 2003-as autó fejlesztése eredetileg is egy hosszabb folyamat lett volna, hiszen teljesen új koncepció alapján készült, ezért két csapat dolgozott egyszerre: Newey és az Arrows-tól igazolt Mike Coughlan tervezték az új autót, míg egy másik az előző évit fejlesztette tovább, hogy a szezon első néhány versenyén azzal indulhassanak. A régi modell meglepően jól szerepelt, így elegendő idő volt arra, hogy a további fejlesztések a háttérben folyjanak. A debütálásra a Kanadai Nagydíjon kellett volna sort keríteni, amely azért is különösen fontos lett volna, mert a Ferrari is bevetette új fejlesztését, mely miatt olvadozott a McLaren előnye a bajnokságban. Csakhogy erre nem került sor: 2003 májusában a franciaországi Paul Ricard versenypályán került sor a szezonközi tesztre, melyen Alex Wurz vezethette az új autót. Ekkor derült ki, hogy a tervezőasztalon jónak tűnő megoldások a gyakorlatban veszélyesek: a minél jobb aerodinamika miatt az egyes alkatrészek veszélyesen vékonyak és könnyűek voltak, a motortér keskeny és zsúfolt lett, az orr-rész pedig a kilencvenes évek elejét idézően keskeny lett, forradalmi újításként az első szárnyakon túlnyúló kialakítással. Newey a kipufogót úgy tervezte meg kezdetben, hogy az a diffúzorban lett volna, melynek köszönhetően a hátsó leszorítóerő fantasztikus mértékben megnőtt kigyorsításkor – fékezéskor viszont visszaesett. Már nem volt lehetőség a koncepció kiforrására, mivel a hűtési problémák miatt a kipufogó végül feljebb került, de a terveit közel egy évtizeddel később a Red Bull versenyautóival sikerre vitte. Mivel a könnyebb szerkezet miatt a motort is lejjebb kellett helyezni, hogy meglegyen az egyensúly, ezért az is könnyebben túlmelegedett. Nem beszélve a vadonatúj titán-kompozit sebességváltóról, amely a nagy hőterhelés miatt meghibásodásra hajlamos lett. Egy másik érdekesség volt a twin-keel felfüggesztés, melyet a Sauber csapat mutatott be 2001-ben, Newey pedig továbbfejlesztette azt.
A hibalista kiértékelése miatt a bevetést elhalasztották, és legközelebb Barcelonában tesztelték júniusban. Kimi Raikkönen tesztelte az autót, amikor abban valami eltört, ettől a falnak csapódott, és komolyan megsérült az MP4-18-as. Tíz nappal később Alex Wurz tesztelte Jerezben, amikor megismétlődött ugyanez, Wurzot pedig kórházba kellett vinni kivizsgálásra. A bajnokságban való bevetést újra elhalasztották, ekkor már a nyár végére. Az augusztusi osztrák teszteken aztán kiderült, hogy a túlmelegedés miatt a váltó gyakorlatilag elkezdett szétmállani, emiatt Ron Dennis utasítására inkább visszaléptették az autót, amely így sosem versenyzett élesben. A teszteken még egy versenytávot sem tudtak vele teljesíteni, így a feljavított előző évi maradt a 2003-as versenyautó (MP4-17D, mely egészen az utolsó versenyig harcban volt a világbajnoki címért), a fejlesztést viszont folytatták, és az MP4-18 áttervezéséből elkészítették az MP4-19-est.